# Gramática do italiano
Este artigo refere-se à gramática da língua italiana.

## Artigos
Existem três tipos de artigo em italiano. Assim como a língua portuguesa, o italiano apresenta o artigo definido e o indefinido. Esses artigos podem flexionar-se em função do gênero (masculino ou feminino) e do número (singular ou plural) do substantivo que determinam.

### Artigos definidos
Os artigos definidos são:
| Artigo    | Artigo    | Notas                   | Exemplo               |
| Singular  | Plural    | Notas                   | Exemplo               |
| Masculino | Masculino | Masculino               | Masculino             |
| --------- | --------- | ----------------------- | --------------------- |
| il        | i         | caso geral              | il gatto — i gatti    |
| lo        | gli       | diante dos sons impuros | lo stadio — gli stadi |
| l'        | gli       | posição pré-vocálica    | l'albero — gli alberi |
| Feminino  |           |                         |                       |
| la        | le        | caso geral              | la mela — le mele     |
| l'        | le        | posição pré-vocálica    | l'ape — le api        |

A elisão dos artigos singulares em posição pré-vocálica é obrigatória, enquanto aqueles plurais jamais elidem-se.

### Artigos indefinidos
Os artigos indefinidos singulares têm formas parecidas com os artigos indefinidos portugueses. Entretanto, não existem formas plurais dos artigos indefinidos, substituídos pelos artigos partitivos. A tabela seguinte mostra os artigos indefinidos:
| Artigo    | Notas                   | Exemplo    |           |
| Masculino | Masculino               | Masculino  | Masculino |
| --------- | ----------------------- | ---------- | --------- |
| un        | caso geral              | un gatto   |           |
| uno       | diante dos sons impuros | uno stadio |           |
| Feminino  |                         |            |           |
| una       | caso geral              | una mela   |           |
| un'       | posição pré-vocálica    | un'ape     |           |

### Artigos partitivos
Os artigos partitivos indicam uma quantidade imprecisa de alguma coisa. Um equivalente exato na língua portuguesa não existe, mas o significado aproximado é similar àquele de algum ou um pouco de. Dado que não existem formas plurais dos artigos indefinidos, os artigos partitivos têm esta função. Os artigos partitivos formam-se na mesma maneira das contrações da preposição di com os artigos definidos. A tabela a seguir mostra os artigos partitivos:
| Artigo    | Artigo    | Notas                   |
| Singular  | Plural    | Notas                   |
| Masculino | Masculino | Masculino               |
| --------- | --------- | ----------------------- |
| del       | dei       | caso geral              |
| dello     | degli     | diante dos sons impuros |
| dell'     | degli     | posição pré-vocálica    |
| Feminino  |           |                         |
| della     | delle     | caso geral              |
| dell'     | delle     | posição pré-vocálica    |

Notas
1. 1 2 3  os sons impuros são z, pn, ps, gn ou uma s impura, ou seja uma s inicial seguida por outra consoante.

## Pronomes
Assim como no português, e em outras línguas românicas (com exceção do francês) os pronomes nominativos são geralmente omitidos em italiano a não ser que sejam necessários para remover a ambiguidade de uma frase. Geralmente a desinência do verbo é suficiente para saber o sujeito da frase. Também como em português, variações em razão do sexo somente estão presentes na terceira pessoa.
| Pessoa   | Pessoa                   | Nominativo    | Acusativo | Dativo | Reflexivo | Dativo (pré-acusativo) | Objeto preposicionado |
| -------- | ------------------------ | ------------- | --------- | ------ | --------- | ---------------------- | --------------------- |
| Singular | 1a                       | io            | mi        | mi     | mi        | me                     | me                    |
| Singular | 2a                       | tu            | ti        | ti     | ti        | te                     | te                    |
| Singular | 3a m                     | egli esso lui | lo        | gli    | si        | glie-                  | lui                   |
| Singular | 3a f                     | ella essa lei | la        | le     | si        | glie-                  | lei                   |
| Singular | 3a formal                | Lei           | La        | Le     | si        | glie-                  | Lei                   |
| Plural   | 1a                       | noi           | ci        | ci     | ci        | ce                     | noi                   |
| Plural   | 2a                       | voi           | vi        | vi     | vi        | ve                     | voi                   |
| Plural   | 3a m                     | essi          | li        | loro   | si        | glie-                  | loro                  |
| Plural   | 3a f                     | esse          | le        | loro   | si        | glie-                  | loro                  |
| Plural   | 3a formal                | Loro          | Li        | loro   | si        | glie-                  | loro                  |
|          | Notas: 1. 2. 3. 4. 5. 6. |               |           |        |           |                        |                       |

Na língua moderna, especialmente na língua falada, os pronomes objeto preposicionado substituem os pronomes nominativos da terceira pessoa. A tabela seguinte mostra um exemplo do uso dos pronomes na língua comum:
| Pessoa   | Pessoa    | Nominativo | Dativo |
| -------- | --------- | ---------- | ------ |
| Singular | 1a        | io         | mi     |
| Singular | 2a        | tu         | ti     |
| Singular | 3a m      | lui        | gli    |
| Singular | 3a f      | lei        | le     |
| Singular | 3a formal | Lei        | Le     |
| Plural   | 1a        | noi        | ci     |
| Plural   | 2a        | voi        | vi     |
| Plural   | 3a        | loro       | gli    |

## Substantivos
A maioria de palavras italianas acaba em vogal. Substantivos italianos variam de acordo com gênero e número, ambos indicados pela vogal final. Palavras emprestadas que acabam em consoante não evidenciam seu gênero o número. Assim como o português, o italiano tem dois gêneros: masculino e feminino.

### Substantivos masculinos
A maioria dos substantivos masculinos acaba em:
- Vogal -o: "ministro", "pollo" (frango), "figlio" (filho);
- Vogal -e: "padre" (pai), "studente" (estudante), "pesce" (peixe);

No plural, as vogais finais "o" e ""e" mudam para -i:
| singular | plural  |
| -------- | ------- |
| il gatto | i gatti |
| il padre | i padri |

Outras terminações possíveis no masculino:
- vogal tônica: "menù" (cardápio), "tassì" (táxi), "caffè" (café)
- consoante final: "film" (filme), "computer" (computador), "autobus" ("autocarro", "ônibus")
- -ma (palavras de origem grega): "programma" (programa), "sistema", "problema"
- vogal -a: "poeta", "autista" (motorista)

| singular     | plural      |
| ------------ | ----------- |
| il menù      | i menù      |
| il film      | i film      |
| il programma | i programmi |
| il poeta     | i poeti     |

Alguns substantivos masculinos que acabam em -co ou -go inserem uma -h- diante da -i final do plural. Por exemplo, o plural de "amico" (amigo) é "amici" (pron. [a'mitʃi]), enquanto o plural de lago é laghi (pron. ['lagi]).

### Substantivos femininos
A maioria dos substantivos femininos acaba em:
- Vogal -a: "carta" (papel), "penna" (caneta), "fata" (fada)
- Vogal -e: "madre" (mãe), "pelle" (pele), "automobile" (automóvel)

As palavras que acabam em -a, usam uma -e no plural. As palavras que acabam em -e formam o plural com -i.
| singular | plural   |
| -------- | -------- |
| la carta | le carte |
| la madre | le madri |

Outras terminações possíveis no feminino:
- vogal tônica: "città" (cidade), "metà" (metade), "virtù" (virtude)
- vogal -o: "eco", "mano" (mão), "radio" (rádio)
- -si (palavras de origem grega): "crisi" (crise), "sintesi" (síntese), "sintassi" (sintaxe)

| singular | plural   |
| -------- | -------- |
| la città | le città |
| la mano  | le mani  |
| la crisi | le crisi |

Os substantivos femininos que acabam em -ca ou -ga inserem uma -h- diante da -e final do plural. Por exemplo, o plural de "amica" (amiga) é "amiche" (pron. [a'mike]).

## Verbos
Os verbos podem ser conjugados nos modos indicativo, subjuntivo, condicional e imperativo. Existem também três formas impessoais:  modo infinitivo, gerúndio e particípio.
Os verbos são divididos em três categorias ou conjugações: os verbos em -are, os verbos em -ere e os verbos em -ire. Alguns verbos, como essere (ser), são irregulares.
Juntamente com as categorias tradicionais de conjugação, também foram introduzidas categorias que incluem verbos como avviare, que são bastante frequentes e têm finais e acentos diferentes.
No passato prossimo (passado perfeito), tanto o verbo essere (ser) quanto o verbo avere (ter) são usados dependendo do tipo de verbo que acompanham (movimento, estado, reflexo)...), como em  idioma francês (être, avoir) ou em  idioma alemão (sein, haben). Se o verbo essere for usado, o particípio é adaptado em gênero e número.
O presente indicativo de essere (ser) e avere (ter) é:
|         | essere | avere   |
| ------- | ------ | ------- |
| io      | sono   | ho      |
| tu      | sei    | hai     |
| lui/lei | è      | ha      |
| noi     | siamo  | abbiamo |
| voi     | siete  | avete   |
| loro    | sono   | hanno   |